# 赣州 (古代)
赣州，中国南宋时设置的州。
绍兴二十三年（1153年）以虔州改名，治所在赣县（今江西省赣州市）。属江南西路。“取章贡二水合流之义”（《舆地纪胜》）。辖境相当今江西省赣州市及信丰、全南二县以东，石城、宁都、兴国三县以南地区。元朝至元十四年（1277年）升为赣州路。